# جان جیگر
جان جیگر (به هندی: Jaane Jigar) فیلمی محصول سال ۱۹۹۸ و به کارگردانی ارشد خان است. در این فیلم بازیگرانی همچون جکی شروف، مامتا کولکارنی، موهنیش باهل، قادرخان، تیکو تالسانیا ایفای نقش کرده‌اند.